# Термонастије
Термонастије су покрети биљака независни од правца надражаја (настије), а које изазива промена температуре. То су покрети отварања и затварања појединих цветова, али и неке цветне дршке могу термонастички да реагују.

## Механизам
Код цветова лале и шафрана, где су ови покрети испитани, одговорне су ћелије перијанта које расту различитом брзином. То су ћелије мезофила и површинским ћелијама је оптимална температура за раст 10°C нижа од оних у унутрашњости. Уколико се цвет изложи нижој температури, доња страна цветне базе ће расти брже од горње и цвет ће се затворити и то у року од неколико минута. Сличан ефекат се постиже и са променом концентрације угљен-диоксида у непосредној околини.